# Henry John Carter
Henry John Carter FRS (Budleigh Salterton, 18 de agosto de 1813 — 4 de maio de 1895) foi um cirurgião britânico.

## Honrarias
Foi laureado com a Medalha Real em 1872, por "sua longa e contínua pesquisa em zoologia, mais especificamente por suas questões sobre a história natural das esponjas".